# Mildiou des céréales
Le mildiou des céréales est une maladie fongique qui affecte diverses espèces de Poaceae (graminées), notamment les principales céréales (en particulier le maïs), la canne à sucre, et certaines graminées à gazon.
Cette maladie est due à un protiste oomycète, Sclerophthora macrospora.
Bien que signalée dans de nombreux pays, cette maladie a une importance économique mineure.
Le mildiou se caractérise chez le maïs par une croissance anarchique des organes reproducteurs (épi et panicule).
C'est une maladie favorisée par l'excès d'eau dans le sol en particulier par la présence d'eau stagnante qui permet aux zoospores mobiles de se déplacer et d'atteindre le système racinaire et ainsi contaminer les plantes.

## Plantes hôtes
Le mildiou des céréales a été signalé sur plus de 140 espèces de graminées annuelles ou vivaces, parmi lesquelles les principales céréales, blé, orge, maïs, riz, avoine, sorgho, et de nombreuses autres espèces de graminées, dont certaines mauvaises herbes comme les digitaires, la sétaire verte et le millet japonais.
Outre les diverses graminées sauvages qui peuvent servir de réservoir à la maladie, l'infestation peut provenir des structures de survie produites par le champignon, les oospores, qui peuvent persister pendant des mois dans des résidus de culture et dans le sol.

## Symptômes
Chez le blé, les plants infestés par le mildiou présentent des symptômes de prolifération végétative, tallage surabondant, tiges irrégulières ou tordues, jaunies, feuilles épaissies, poussant en verticilles. Les talles ont tendance à se rabougrir et à mourir prématurément, les épis soit ne se forment pas, soit présentent des structures feuillues à la place des organes floraux (phyllodies). 